# Inside the Yellow Cocoon Shell
Inside the Yellow Cocoon Shell (vietnamesischer Originaltitel Bên Trong Vỏ Kén Vàng, auf Französisch auch L'Arbre aux papillons d'or) ist ein Filmdrama von Pham Thien An. In dem dreistündigen Film macht sich der von Le Phong Vu gespielte Protagonist nach dem tödlichen Motorradunfall seiner Schwägerin gemeinsam mit seinem Neffen auf die Suche nach seinem älteren Bruder, der vor Jahren verschwunden ist. Die Premiere der Koproduktion von Vietnam, Singapur, Frankreich und Spanien erfolgte im Mai 2023 bei den Internationalen Filmfestspielen in Cannes.

## Handlung
Bei einem Motorradunfall in Saigon kommt eine junge Frau ums Leben. Ihr fünfjähriger Sohnes Dao überlebt den Unfall wie durch ein Wunder. Sein Onkel Thien begibt sich mit ihm nach der Bestattung der Mutter auf die Suche nach seinem Vater.

## Produktion

### Regie und Drehbuch
Regie führte Pham Thien An, der auch das Drehbuch schrieb. Es handelt sich bei Inside the Yellow Cocoon Shell um seinen Debütfilm. Sein Kurzfilm Stay Awake, Be Ready war Gewinner des Prix Illy der Quinzaine des réalisateurs der Filmfestspiele von Cannes 2019. In diesem unterbricht ein Verkehrsunfall an einer Straßenecke ein Gespräch zwischen drei Freunden während des Essens. Seinem Langfilm dienten Filme von Apichatpong Weerasethakul, Tsai Ming-liang und Theo Angelopoulos als Vorbilder. Der 1989 in Vietnam geborene Regisseur studierte erst Informationstechnologie in Ho-Chi-Minh-Stadt, bevor er sich für das Filmemachen interessierte.

### Besetzung und Dreharbeiten
Le Phong Vu spielt in der Hauptrolle Thien. Der Kinderdarsteller Nguyen Thinh spielt seinen fünfjährigen Neffen Dhao. Vu Ngoc Manh spielt Trung, den Bruder seiner verunglückten Mutter Hanh. Nguyen Thi Truc Quynh ist in der Rolle von Schwester Thao zu sehen, eine Nonne, die früher Thiens Freundin war.
Als Kameramann fungierte Dinh Duy Hung, als Kolorist Mark Song.

### Veröffentlichung
Die Weltpremiere des Films erfolgte am 24. Mai 2023 bei den Filmfestspielen in Cannes, wo er in der neuen Sektion Quinzaine des cinéastes, der Nachfolgersektion der Quinzaine des réalisateurs, gezeigt wurde. Ende Juni, Anfang Juli 2023 wurde der Film beim Internationalen Filmfestival Karlovy Vary vorgestellt. Im Juli 2023 wurde Inside the Yellow Cocoon Shell  beim Jerusalem Film Festival und im August 2023 beim Melbourne International Film Festival gezeigt und im September 2023 beim Toronto International Film Festival. Ende September 2023 erfolgten Vorstellungen beim San Sebastian International Film Festival und hiernach beim New York Film Festival. und Ende September, Anfang Oktober 2023 beim Reykjavik International Film Festival. Anfang Oktober 2023 wurde er beim Filmfest Hamburg und hiernach beim London Film Festival, beim Busan International Film Festival und bei der Viennale gezeigt. Ab Mitte November 2023 wurde er beim Internationalen Filmfestival Mannheim-Heidelberg vorgestellt und Anfang Dezember 2023 bei Around the World in 14 Films. Die Rechte für Nordamerika sicherte sich Kino Lorber. Am 19. Januar 2024 kam der Film in ausgewählte US-Kinos.

## Rezeption

### Kritiken
Von den bei Rotten Tomatoes aufgeführten Kritiken 96 Prozent positiv bei einer durchschnittlichen Bewertung mit 8,4 von 10 möglichen Punkten. Metacritic erhielt der Film einen Metascore von 94 von 100 möglichen Punkten.

### Auszeichnungen
Around the World in 14 Films 2023
- Nominierung im Wettbewerb[16]

Bucharest International Film Festival 2023
- Nominierung im Offiziellen Wettbewerb
- Auszeichnung für die Beste Regie (Pham Thien An)[21][22]

Gotham Awards 2024
- Nominierung als Bester internationaler Film (Pham Thien An, Jeremy Chua und Tran Van Thi)

Independent Spirit Awards 2025
- Nominierung für die Beste Kamera (Dinh Duy Hung)
- Nominierung für den „Someone to Watch Award“ (Pham Thien An)[23]

Internationale Filmfestspiele von Cannes 2023
- Auszeichnung mit der Caméra d’Or (Pham Thien An)

Jerusalem Film Festival 2023
- Nominierung als Bester internationaler Film für den Nechama Rivilin Award (Pham Thien An)[24]

Melbourne International Film Festival 2023
- Nominierung für den Bright Horizons Award[25]

Montclair Film Festival 2023
- Nominierung im Fiction Film Competition[26]

Reykjavik International Film Festival 2023
- Nominierung für den Golden Puffin (Pham Thien An)[10]

San Sebastian International Film Festival 2023
- Nominierung in der Sektion Zabaltegi-Tabakalera[27]

São Paulo International Film Festival 2023
- Nominierung im New Directors Competition (Pham Thien An)[28]